# Le commissaire X traque les chiens verts
Pour plus de détails, voir Fiche technique et Distribution.
Le commissaire X traque les chiens verts (titre original en allemand : Kommissar X – Jagd auf Unbekannt, "Commissaire X - Chasse à l'inconnu") est un film italo-germano-yougoslave réalisé par Gianfranco Parolini et Rudolf Zehetgruber, sorti en 1965.

## Synopsis
Les quatre marchands d'armes Al Costello, Manuel Prado, Henry Mail et O'Brien ont fait fortune avec leur entreprise et cachent leur or dans une île. Contre l'avis d'O'Brien, le métal est contaminé radioactivement pour cinq années. O'Brien oblige le physicien nucléaire Bob Carel à mettre un point une méthode de lavage afin de profiter de l'or avant. Il disparaît ensuite comme Costello et Prado après un attentat à la bombe.
Joan Smith, la secrétaire d'O'Brien, se tourne vers le détective privé Commissaire X, pour retrouver Bob Carel. Sa première piste le mène à Nancy Right qui se fait tuer par Kan, celui qui avait visé O'Brien. Grâce à un appel téléphonique enregistré de Nancy, un lien se fait avec le meurtre de Costello et Prado dont s'occupe le capitaine Tom Rowland.
O'Brien demande son aide au Commissaire X car il se croit menacé par Henry Mail, et met en scène son meurtre. Henry Mail, qui se cache sous un faux nom, tombe dans le piège tendu par O'Brien lorsqu'il entre dans le yacht prétendu hérité Golden Beam : il finit avec son amie contre le béton d'un barrage.
Le Commissaire X parvient à suivre O'Brien sur l'île mais se fait emprisonner. Avec Joan Smith (qui est en réalité la sœur de Bob Carel) et de Tom Rowland, il parvient à maîtriser O'Brien qui, dans cette situation désespérée, se suicide dans un bain d'acide.

## Fiche technique
- Titre : Le commissaire X traque les chiens verts
- Titre original : Kommissar X – Jagd auf Unbekannt
- Réalisation : Rudolf Zehetgruber, Gianfranco Parolini (sous le nom de « Frank Kramer »), assisté de Bata Stojanovic
- Scénario : Gianfranco Parolini, Giovanni Simonelli (it) ("Sim O'Neill"), Theo Maria Werner ("Werner Hauff")
- Musique : Mladen Gutesha (de) ("Bobby Gutesha")
- Direction artistique : Niko Matul
- Costumes : Jelisaveta Gobecki ("Betty Gobec"), Else Heckmann
- Photographie : Francesco Izzarelli (de)
- Son : Vladimir Dodig
- Montage : Edmondo Lozzi
- Production : Theo Maria Werner, Hans Pflüger, Mario Siciliano, Petar Sobajic
- Sociétés de production : Parnass, Metheus Film, Avala Film
- Société de distribution : Gloria Filmverleih AG, Gaumont (France)
- Pays d'origine :  Allemagne de l'Ouest,  Italie,  Yougoslavie
- Langue : allemand
- Format : Couleurs - 2,35:1 - Mono - 35 mm
- Genre : Espionnage
- Durée : 92 minutes
- Dates de sortie :
  -  Allemagne de l'Ouest : 11 mars 1966.
  -  Italie : 9 avril 1966.
  -  France : 8 juin 1966.

## Distribution
- Tony Kendall : Commissaire X
- Brad Harris : Capitaine Tom Rowland
- Maria Perschy : Joan Smith
- Christa Linder : Pamela Hudson
- Jacques Bézard : Olsen
- Nikola Popović : O'Brien
- Danielle Godet : Pat
- Ingrid Lotarius : Médecin d'O'Brien
- Giuseppe Mattei (sous le nom de Pino Mattei) : Kan
- Olivera Katarina (sous le nom de Olivera Vučo) : Bobo
- Liliana Dulovic : Nancy Right

## Autour du film
- Le film est l'adaptation du dime novel de Bert F. Island.
- La chanson du film I Love You, Jo Walker est interprétée par Angelina Monti.